# Corliss Stone
Corliss P. Stone (Franklin County (Vermont), 20 maart 1838 - Seattle, 14 september 1906) was een Amerikaans politicus en de derde burgemeester van Seattle.

## Biografie
Stone werd geboren op 20 maart 1838 in Franklin County in Vermont. Hij was de kleinzoon van de bouwer van de stoommachine van Corliss. Stone begon zijn carrière als klerk bij een textielwinkel in New England. Hierna zeilde hij via Kaap Hoorn in Zuid-Amerika naar San Francisco. Stone vertrok na deze reis naar de staat Washington en werkte hier weer vijf jaar in een winkel. Hij richtte in 1867 met S.B. Hinds en Charles H. Burnett een vastgoedbedrijf op genaamd "Hinds, Stone & Co.". Dit bedrijf liet onder andere een werf aan de Elliott Bay, het eerste bezorgingsbedrijf van Seattle en de wijken Wallingford en Fremont bouwen.
Op 2 december 1869 werd Stone door de wetgevende macht van de staat Washington benoemd tot gemeenteraadslid van Seattle. Hij stelde zich op de eerste verkiezingen van Seattle op 11 juli 1870 kandidaat voor gemeenteraadslid en kreeg 133 stemmen. Stone behaalde genoeg stemmen en bleef gemeenteraadslid van Seattle. Hij verliet "Hinds, Stone & Co." in 1870 en begon koetsen en wagens te verkopen. Stone probeerde ook een tolweg aan te leggen van Seattle naar White Bluffs, maar dit plan mislukte. Hij probeerde ook het gebruik gaslicht te stimuleren, maar dit mislukte net als zijn tolweg ook. In 1871 stelde Stone zich op de gemeenteraadsverkiezingen van 10 juli 1871 weer kandidaat voor gemeenteraadslid en werd voor zijn derde achtereenvolgende termijn verkozen tot gemeenteraadslid van Seattle met 188 stemmen. Hij was het gemeenteraadslid, dat de meeste stemmen had behaald en zijn derde termijn begon op 31 juli 1871.
In 1872 werd Stone de directeur van de "Library Association". Ook werd hij lid van het raad van bestuur van de "Plymouth Congregational Society". Op de gemeenteraadsverkiezingen van Seattle op 8 juli 1872 stelde Stone zich kandidaat voor burgemeester. Hij behaalde 171 stemmen en won de verkiezingen, omdat hij de enige kandidaat voor burgemeester was. Zijn termijn startte op 29 juli 1872 en Stone vertrok op 4 april 1873 nog voordat zijn termijn eigenlijk zou worden beëindigd. Hij werd opgevolgd door John Jordan en had gemeld dat hij naar San Francisco was vertrokken om crediteuren te betalen en benodigdheden te bestellen, maar hij was eigenlijk met de trein naar het oosten vertrokken met $15.000 dollar van zijn vastgoedbedrijf. Dit bedrag had destijds een waarde van ongeveer 400.000 euro. Volgens The Seattle Post liet Stone een bericht achter aan zijn zakenpartner Charles H. Burnett, waarin stond dat hij zijn ontwerpen had verkocht en al zijn eigendommen overdroeg aan hem. Hij had ook een bericht achtergelaten aan een onbekende man, waarin stond dat hij een paar maanden weg zou zijn om naar zijn familie toe te gaan.
Later vertrok Stone weer terug naar Seattle en hield zich in de jaren 1880 weer bezig met het besturen van zijn bedrijf. Hij was een van de 23 zakenmensen, die in 1882 de Kamer van Koophandel van Seattle oprichtten. In 1903 was Stone de directeur van de "Cascade Laundry Company".
Op 14 september 1906 stierf hij in Seattle en hij werd begraven in het "Lake View Cemetery" in Seattle. Zijn vrouw Elmira erfde zijn huis, dat bijna één miljoen dollar waard was. Zijn nog levende zoon erfde 200 dollar per maand.

## Privéleven
Stone trouwde in 1864 met Clara Boyd en kreeg in dat huwelijk twee kinderen. In 1872 scheidde hij en hij trouwde in 1874 met Elmira L. Crossman.

## Trivia
- In Seattle zijn twee straten naar Stone vernoemd. Dit zijn de "Corliss Avenue" en de "Stone Way".